# Klątwa Czerwonego Pokoju
Klątwa Czerwonego Pokoju (jap. 赤い部屋 Akai heya) – japońska legenda miejska dotycząca strony internetowej o rzekomej wyskakującej czerwonej reklamie (pop-up), która zapowiada nadchodzącą śmierć osoby ją widzącej.

## Legenda
Istnieje kilka odmian miejskiej legendy o Klątwie Czerwonego Pokoju. Według najpopularniejszej podczas przeglądania Internetu ofierze zostanie wyświetlone wyskakujące okienko z czarnym tekstem o treści „Czy ty – lubisz to?” (あなたは〜好きですか?) na czerwonym tle. Po próbie zamknięcia wyskakujące okienko pojawi się ponownie, tym razem z tekstem „Czy podoba ci się czerwony pokój?” (あなたは赤い部屋が好きですか?). Następnie ekran zmieni kolor na czerwony, wyświetlając listę nazwisk ofiar Czerwonego Pokoju. Osoba będąca celem wyczuje za sobą tajemniczą obecność, po czym straci przytomność. Później zostanie znaleziona martwa w swoim domu, a ściany pokoju, w którym zostanie odkryta, będą „pomalowane od krwi na czerwono”.

## Pochodzenie i rozpowszechnienie
Pod koniec lat 90. na GeoCities umieszczono japońską interaktywną animację grozy Adobe Flash, uważaną za źródło miejskiej legendy o Klątwie Czerwonego Pokoju. Opowiadała ona historię młodego chłopca, który został przeklęty i zmarł po zobaczeniu wyskakującego okienka. Legenda o klątwie zyskała rozgłos w 2004 roku w związku z Masakrą w Sasebo – zabójstwem 12-letniej uczennicy przez 11-letnią koleżankę z klasy określaną jako „Dziewczyna A” w szkole podstawowej w Sasebo. „Dziewczyna A” podobno była fanką animacji „Klątwy Czerwonego Pokoju”, mając w chwili zabójstwa film w zakładce na swoim komputerze.